# Macrotrachela ligulata
Macrotrachela ligulata is een raderdiertjessoort uit de familie Philodinidae. De wetenschappelijke naam van deze soort is voor het eerst geldig gepubliceerd in 1965 door Haigh.